# 이나하시촌
이나하시촌(稲橋村)은 아이치현 기타시타라군에 설치되었던 촌이다. 현재의 도요타시 북동부에 해당한다.